# Grevillea longistyla
Grevillea longistyla là một loài thực vật có hoa trong họ Quắn hoa. Loài này được Hook. miêu tả khoa học đầu tiên năm 1848.